# Homorog
Homorog – wieś w Rumunii, w okręgu Bihor, w gminie Mădăras. W 2011 roku liczyła 450 mieszkańców.